# Église Saint-Michel de Lamaguère
L'église Saint-Michel de Lamaguère est une église catholique située à Lamaguère dans le Gers.

## Localisation
L'église est située dans la partie occidentale de la commune, à proximité de la rive gauche de l'Arrats et au lieu-dit Loustau, à mi-distance du hameau de Bataillé et du centre administratif de Lamaguère lui-même. Un cimetière est situé juste au nord de l'église.

## Historique
L'église de Saint-Michel a sans doute été construite vers le XIIe siècle, du fait de la présence localement des archevêques d'Auch, propriétaires du château de Lamaguère. Par la suite, elle est remaniée aux XIVe siècle et XIXe siècle.
L'édifice est inscrit au titre des monuments historiques le 27 décembre 1974.

## Architecture
L'église est constituée d'une nef unique, longue de 24 mètres et de hauteur inhabituelle, avec une façade d'entrée en clocher-mur et terminée par une abside semi-circulaire. L'ensemble a été probablement jadis fortifié. Deux chrismes surmontent les portes. La voûte actuelle date du XIXe siècle, ainsi qu'un porche rajouté en contrefort et où se situait l'entrée de l'église vers 1856.

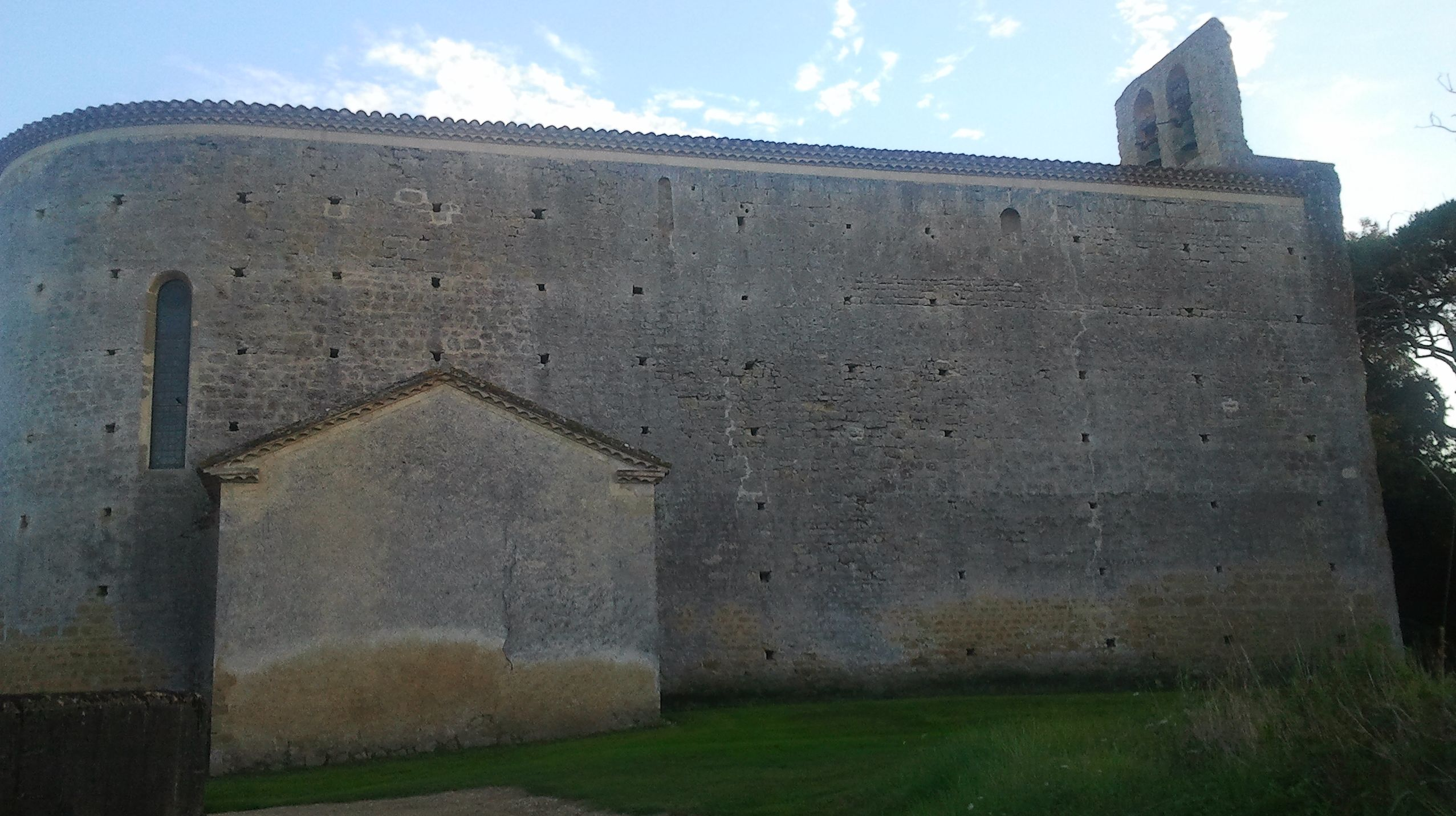
Le côté nord.
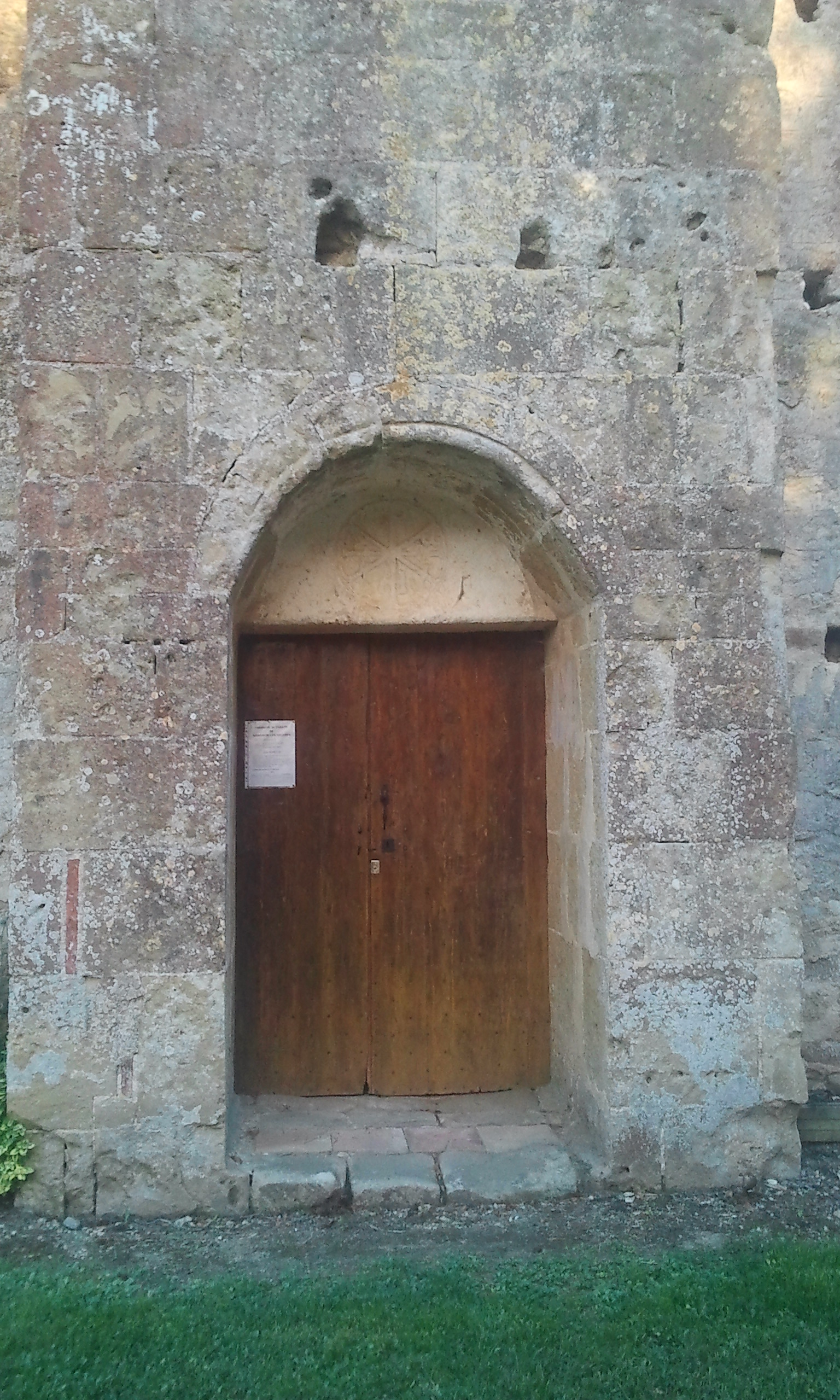
Le portail d'entrée.
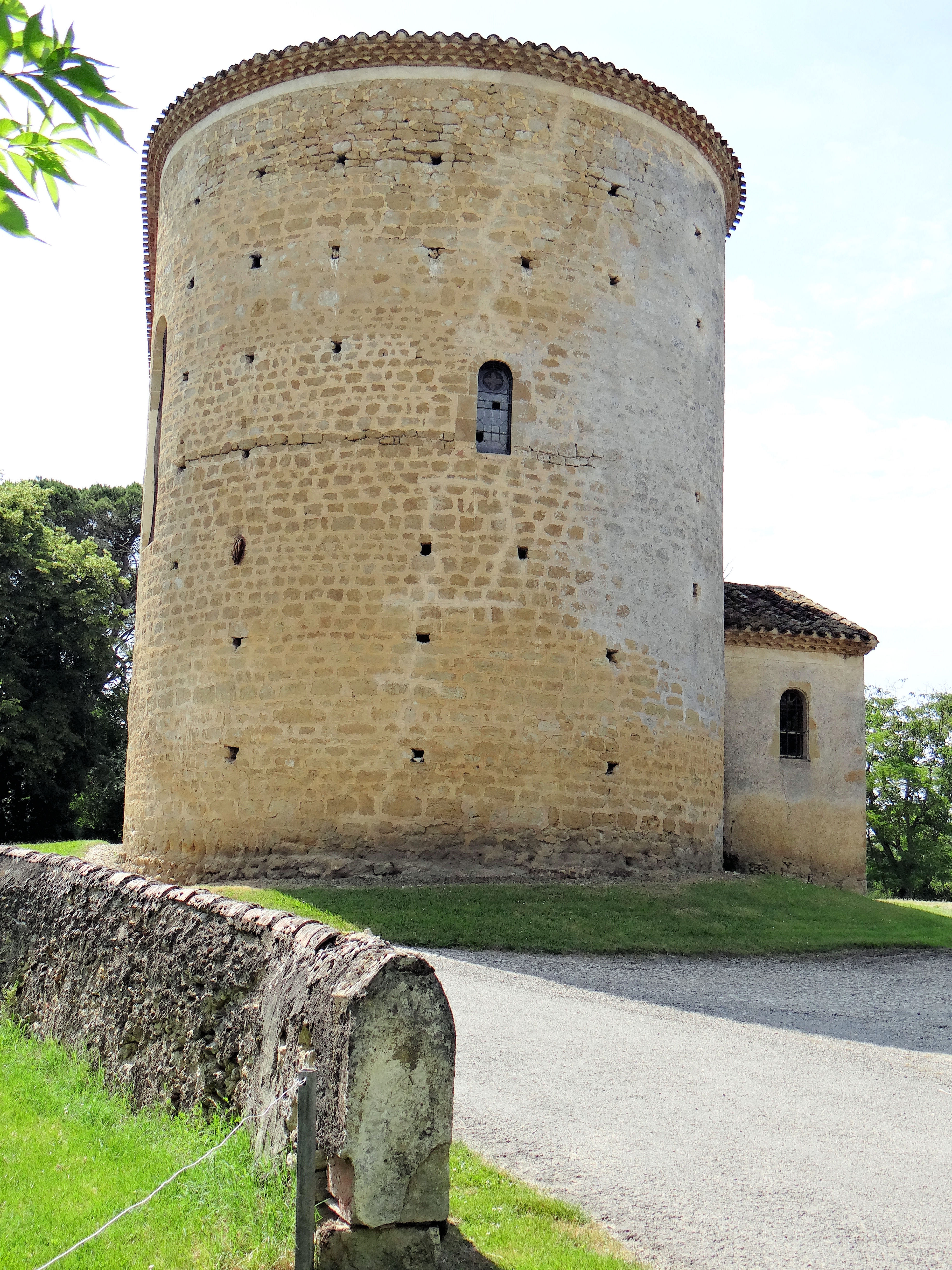
Vue du chevet
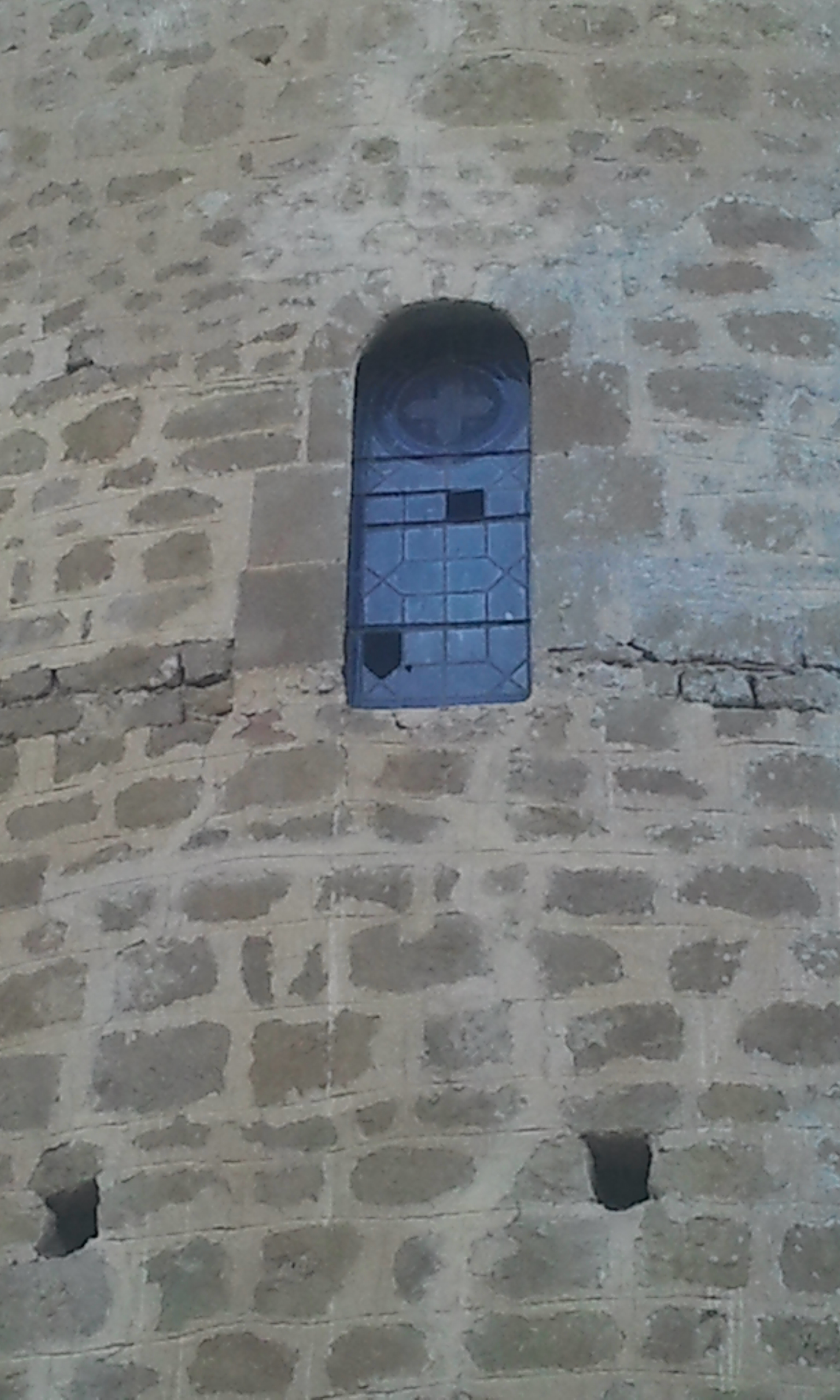
Fenêtre du chevet
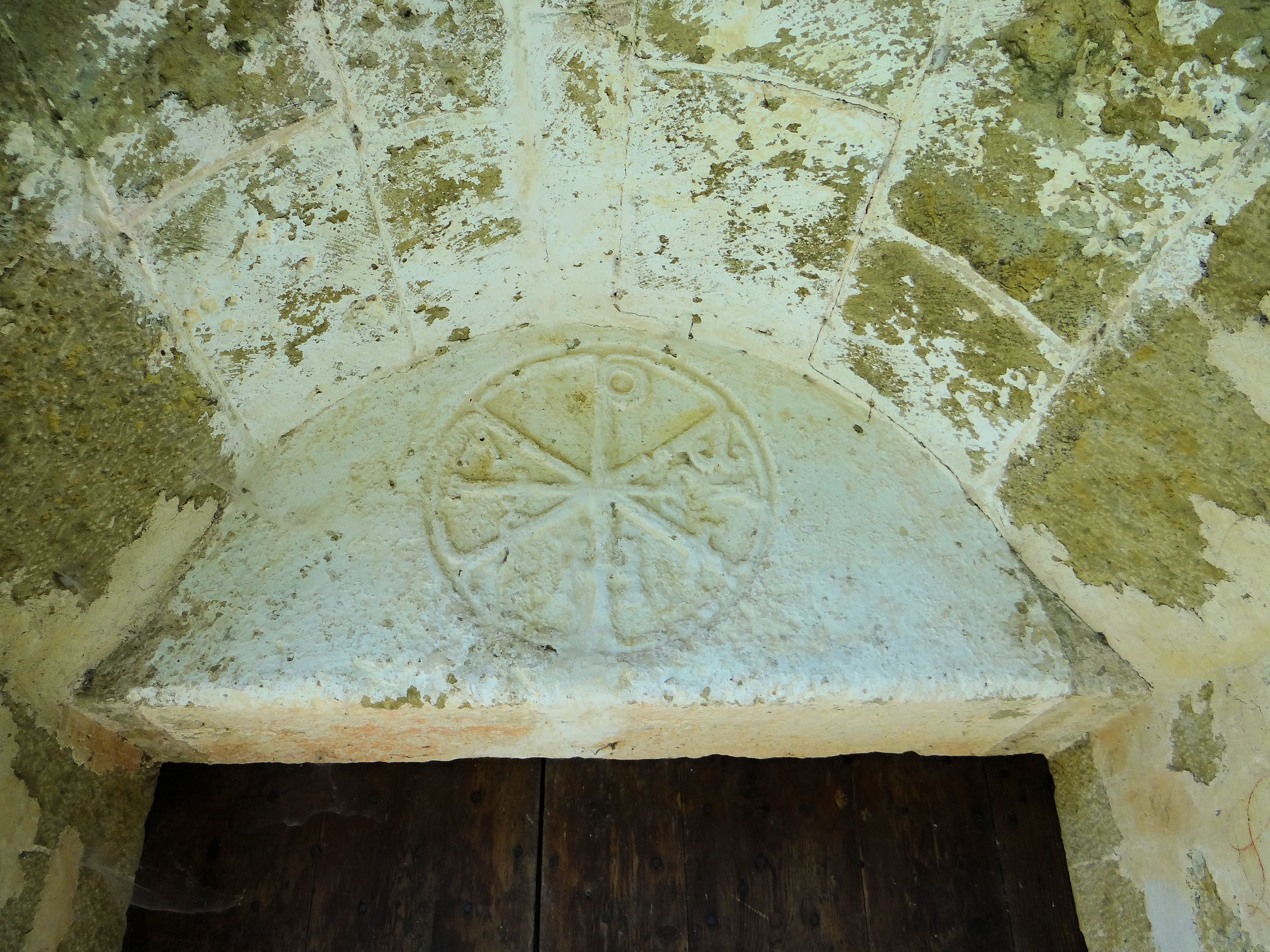
Chrisme au-dessus du portail.

## Mobilier
Son maître-autel est remarquable, mais le reste de l'aménagement intérieur reste très sobre.